# 何塞埃杜維赫斯迪亞斯

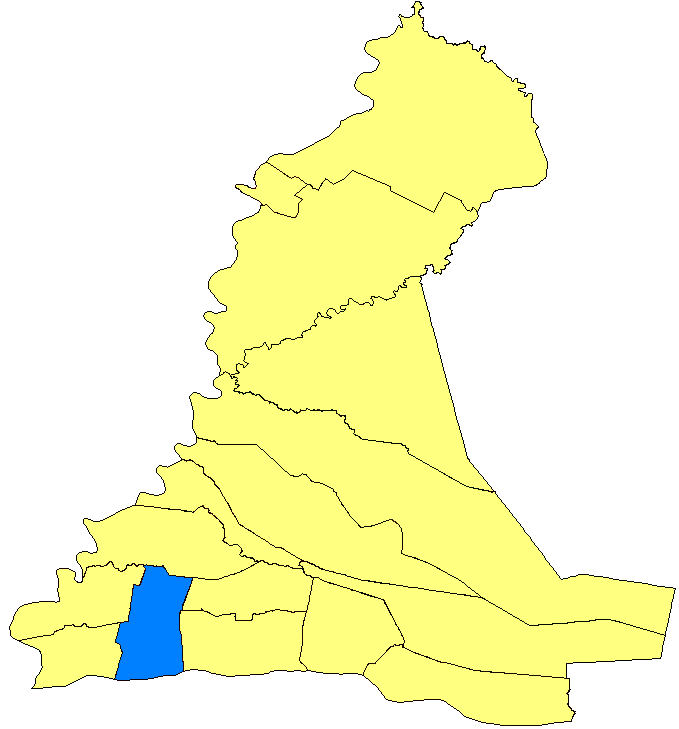

何塞埃杜維赫斯迪亞斯（西班牙語：General José Eduvigis Díaz），是巴拉圭的城鎮，位於該國西南部，由涅恩布庫省負責管轄，距離亞松森402公里，始建於1889年3月24日，面積291平方公里，人口4,037，人口密度每平方公里13.87人。